# 보보디울라소 공항

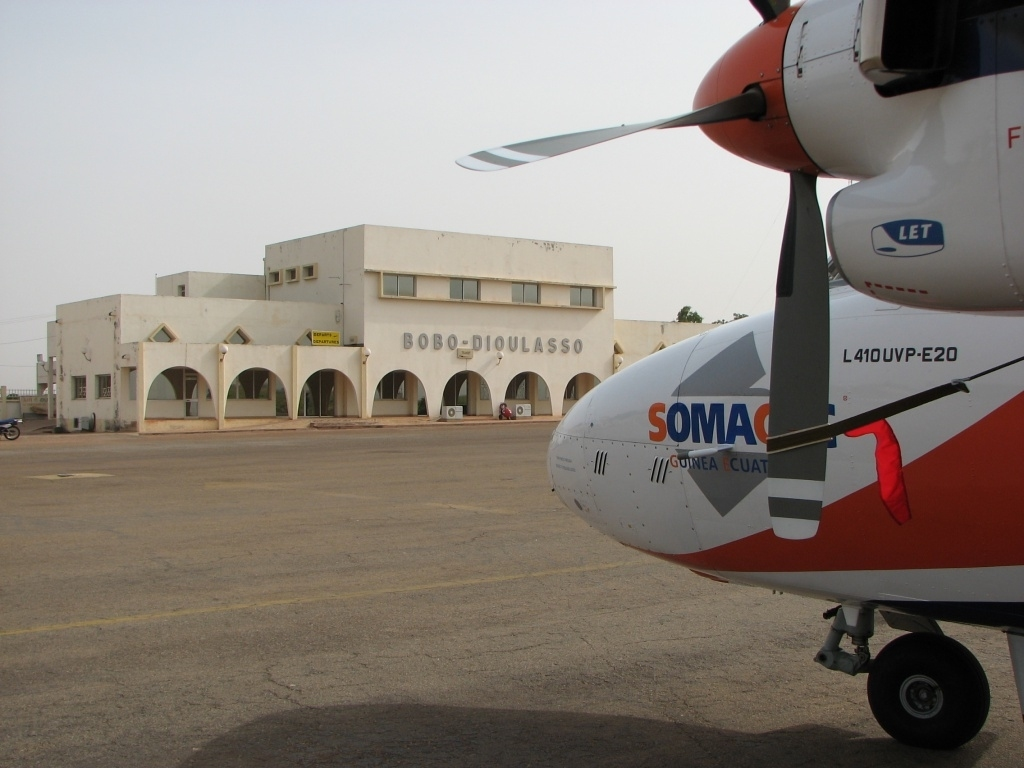

보보디울라소 공항(Bobo Dioulasso Airport, IATA: BOY, ICAO: DFOO)은 보보디울라소에 위치한 국제공항이다.
이 공항은 와가두구, 코트디부아르로 향하는 상업 항공편을 제공한다.